# Las Blancas, Veracruz
Las Blancas är en ort i Mexiko.   Den ligger i kommunen Huayacocotla och delstaten Veracruz, i den sydöstra delen av landet, 120 km nordost om huvudstaden Mexico City. Las Blancas ligger 2 229 meter över havet och antalet invånare är 363.
Terrängen runt Las Blancas är lite bergig. Runt Las Blancas är det ganska glesbefolkat, med 43 invånare per kvadratkilometer. Närmaste större samhälle är Atotonilco el Grande, 18,8 km väster om Las Blancas. I omgivningarna runt Las Blancas växer huvudsakligen savannskog.